# Kennerbach (Mosel)
Der Kennerbach ist ein gut drei Kilometer langer, südwestlicher und rechter Zufluss der Mosel bei Kenn im rheinland-pfälzischen Landkreis Trier-Saarburg. Er hat die Fließgewässerkennziffer 267154.

## Geographie

### Verlauf
Der Kennerbach entspringt auf einer Höhe von etwa 223 m ü. NHN in einem Wald südlich der Ortsgemeinde Kenn.
Er fließt zunächst etwa zweihundertfünfzig Meter in nordnordwestlicher Richtung durch Waldgelände und unterquert dann die Landesstraße 151. 
Etwas bachabwärts verlässt er den Wald, durchfließt ein Sportplatzgelände und verschwindet am Südrand von Kenn in den Untergrund. Er passiert nun unterirdisch verrohrt und in fast nördlicher Richtung parallel zur Reihstraße die Ortschaft und taucht dann nach gut achthundert Meter südlich der Landesstraße 145 in einem Gewerbegebiet am Nordrand des Ortes wieder an der Oberfläche auf. 
Der Bach knickt dort scharf nach Ost-Nordosten ab und läuft dann etwa siebenhundert Meter südlich der Bundesautobahn 602 (Europastraße 44) am Nordrand des Gewerbegebietes entlang. Er schlägt danach einen Bogen durch Felder und Wiesen nach Süden und nimmt den von rechts zufließenden Neuen Geischbach auf.
Er  unterquert noch die A 602 und die L 145 und mündet schließlich im östlichen Zipfel des Kenner Flures auf der Gemarkung von Ruwer-Paulin (Stadt Trier) auf einer Höhe von ungefähr 100 m ü. NHN von rechts in die Mosel.
Der etwa 3,4 km lange Lauf des Kennerbachs endet ungefähr 100 Höhenmeter unterhalb seiner Quelle, er hat somit ein mittleres Sohlgefälle von circa 29 ‰.

### Einzugsgebiet
Das 2,968 km² große Einzugsgebiet des Kennerbachs liegt im Trierer Moseltal und wird durch ihn über die Mosel und den Rhein zur Nordsee entwässert.
Es grenzt
- im Osten an das des Kirscherbachs, der in die Mosel mündet
- im Süden an das des Wenzelbachs, eines Zuflusses der Ruwer kurz vor ihrer Mündung in die Mosel
- und ansonsten an das der Mosel selbst.

### Zuflüsse
- Neuer Geischbach [GKZ 2671542] (rechts), 1,6 km, 0,85 km²